# 세가와 온푸
세가와 온푸(瀬川おんぷ, 한국판 이름은 진보라(陳普羅))는 꼬마마법사 레미 시리즈에 나오는 등장인물이다. 성우는 일본에서는 시시도 루미, 대한민국에선 원래 기경옥이 연기하였으나, 이후 채의진이 MBC, 투니버스에서 연기하였다.

## 프로필
1991년 3월 3일생이며, 물고기자리이다. 혈액형은 B형. 보라색 테마로 나온다. 잘 연주하는 악기는 플루트. 처음엔 마조루카(마녀루카) 밑에서 초보 마법사가 되어 레미 일행과 행동을 따로 해 와서 의견 충돌이 잦았으나, 레미와 친구들과 함께 위기를 극복하면서 진정한 친구가 되었다. 꽤 인기 있는 아이돌 스타로 활동하고 있으며, 학교, 일, 마법당일 모두 신경쓰며 열심히 하는 노력파이다. 개인주의 적인 성향이 강하지만, 레미와 친구들의 영향때문인지 때로는 자상한 면도 보인다. 레미# 제3회에서 또미가 마법사 시험을 보러 가던 날 루피나스의 자장가를 처음 불러준다. 연기하는 모습도 때때로 볼 수 있는데, 대사도 잘 외우고 특히 눈물 연기를 잘 한다. 에피소드 속의 만화 배틀레인저에서는 평화공주 역할로 나오기도 한다.

## 같이 보기
- 꼬마마법사 레미
- 꼬마마법사 레미 샵
- 꼬마마법사 레미 포르테
- 꼬마마법사 레미 비바체
- 꼬마마법사 레미 비밀편
- 꼬마마법사 레미의 등장인물
- 하루카제 도레미
- 후지와라 하즈키
- 세노오 아이코
- 아스카 모모코
- 마키하타야마 하나
- 하루카제 폿프
- 마조리카